# Labrang (gmina miejska)
Labrang (chiń. 拉卜楞镇; pinyin Lābǔléng Zhèn) – miejscowość i gmina miejska w środkowych Chinach, w prowincji Gansu, w tybetańskiej prefekturze autonomicznej Gannan, siedziba powiatu Xiahe. W 2000 roku gmina miejska liczyła 12 868 mieszkańców.
Położona na wysokości ponad 2900 m n.p.m. Znajduje się w niej buddyjski klasztor Labrang, jeden z najważniejszych klasztorów szkoły Gelug. Jako jeden z nielicznych, klasztor uniknął większych zniszczeń w czasie rewolucji kulturalnej. Obecna liczba zamieszkujących go mnichów stanowi jedynie ułamek tej sprzed rewolucji.
Labrang jest zamieszkane przez Tybetańczyków, Chińczyków Han i chińskich muzułmanów Hui.
Miejscowość dzieli się na trzy części – nowoczesną dzielnicę chińsko-muzułmańską przechodzącą w tybetańską (dworzec autobusowy, liczne hotele i restauracje), klasztor Labrang i tybetańską wioskę znajdującą się za klasztorem. W ostatnich latach stała się popularna wśród zagranicznych turystów.
W marcu i kwietniu 2008 roku Labrang było jednym z miast, w których doszło do masowych protestów Tybetańczyków.